# VAL (Band)
VAL ist ein belarussisches Duo, das vornehmlich Musik aus den Bereichen House, R&B, Pop und Hip-Hop produziert.

## Geschichte
Das Duett wurde Anfang 2016 von der Sängerin Waleryja Hrybussawa sowie vom Musiker und Musikproduzenten Uladsislau Paschkewitsch gegründet. Seit Mitte 2016 wird das Projekt vom ToneTwins-Team produziert, zu dem auch der Musiker und Produzent Andrei Katikov gehört, ein Absolvent des Berklee College of Music.
Am 1. Mai 2016 veröffentlichte VAL ihr erstes Lied Кто ты есть (Wer bist du). Im September 2016 erschien die zweite Single Ветер во сне (Wind im Traum). Die Autoren des Liedes sind Andrei Katikov und Alexey Gordeev. Am 1. Januar 2017 wurde das Video für das Lied Ветер во сне veröffentlicht.
Am 28. Februar 2020 gewann das Duett das Eurofest 2020 und sollte Belarus beim Eurovision Song Contest 2020 mit ihrem Lied Da widna vertreten. Es wäre erst das zweite Mal gewesen, dass das Land ein Lied auf Belarussisch präsentiert hätte. Der ESC musste am 18. März 2020 aufgrund der COVID-19-Pandemie abgesagt werden. Am 25. September 2020 erklärte die Belaruskaja Tele-Radio Campanija, man werde VAL nicht für den Eurovision Song Contest 2021 nominieren, weil die Künstler „kein Gewissen“ hätten. VAL erklärten hierzu, dass sie gezwungen worden seien, auf bestimmten staatlichen Konzerten aufzutreten und es ihnen verboten worden sei, mit der freien, nicht staatlich beeinflussten Presse zu sprechen. Die Künstler hatten zuvor auch an regierungskritischen Protesten teilgenommen.

## Diskografie
EPs
- 2017: В моей комнате (ToneTwins Records)

Singles
- 2016: Кто ты есть
- 2016: Ветер во сне
- 2019: Тихая гавань
- 2020: Да відна
- 2020: Частницы счастья
- 2020: Навечна